# كلو روز
كلو روز هي ممثلة كندية، ولدت في 25 أكتوبر 1994 بتورونتو في كندا.

## وصلات خارجية
- كلو روز على موقع IMDb (الإنجليزية)
- كلو روز على موقع ألو سيني (الفرنسية)
- كلو روز على موقع أول موفي (الإنجليزية)
- كلو روز على موقع قاعدة بيانات الفيلم (الإنجليزية)